# Praia Grande (São Paulo)
Praia Grande é um município na Região Metropolitana da Baixada Santista, litoral sul do estado brasileiro de São Paulo. Integra a Região Imediata de Santos e sua população aferida na revisão censitária do IBGE em 2010 era de 262 051 habitantes. No censo do IBGE de 2022, a população de Praia Grande era de 349 935 habitantes, sendo a cidade da Baixada Santista que mais cresceu no período 2010-2022. É a segunda cidade mais populosa do litoral paulista, depois apenas de Santos. Com uma área de 149,652 km², a densidade demográfica em 2022 era de 2 338,32 habitantes/km². O município é formado pela sede e pelo distrito de Solemar.
A cidade de Praia Grande tem uma das praias mais movimentadas do Brasil, tendo sido eleita, em 2016, pelo Ministério do Turismo como a quarta cidade que mais recebe turistas no país durante a temporada de verão, depois de São Paulo, Rio de Janeiro e Florianópolis. Na alta temporada recebe cerca de 1,86 milhão de turistas (mais de cinco vezes a sua população fixa). A cidade também teve uma rápida expansão, com crescimento de 56 000 habitantes entre 2000 e 2009, recebendo, em 2015, o título de "a cidade que mais cresce no Brasil".

## Estância balneária
Praia Grande é um dos 15 municípios paulistas considerados estâncias balneárias pelo governo estadual, por cumprirem determinados pré-requisitos definidos por Lei Estadual. Existem outros municípios, que não sendo estâncias balneárias, ainda assim são estâncias turísticas. Tal status garante a esses municípios uma verba maior por parte do estado, através do Departamento de Apoio às Estâncias do Estado de São Paulo, para a promoção do turismo regional. Também, o município adquire o direito de agregar, junto a seu nome, o título de "estância balneária", termo pelo qual passa a ser designado tanto pelo expediente municipal oficial quanto pelas referências estaduais. [carece de fontes?]

## História

### Antecedentes

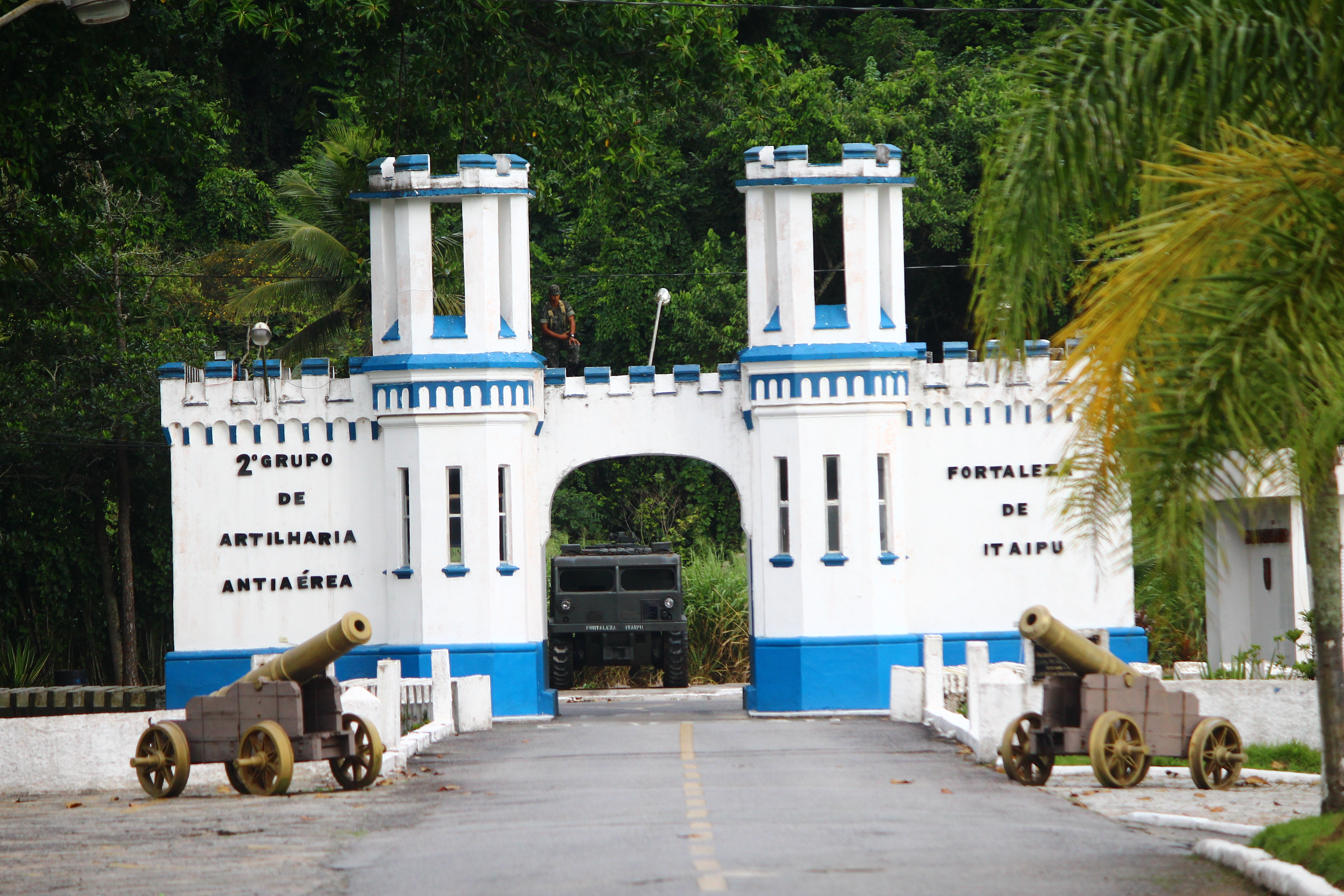
Entrada da Fortaleza de Itaipu, construída no início do século XX.

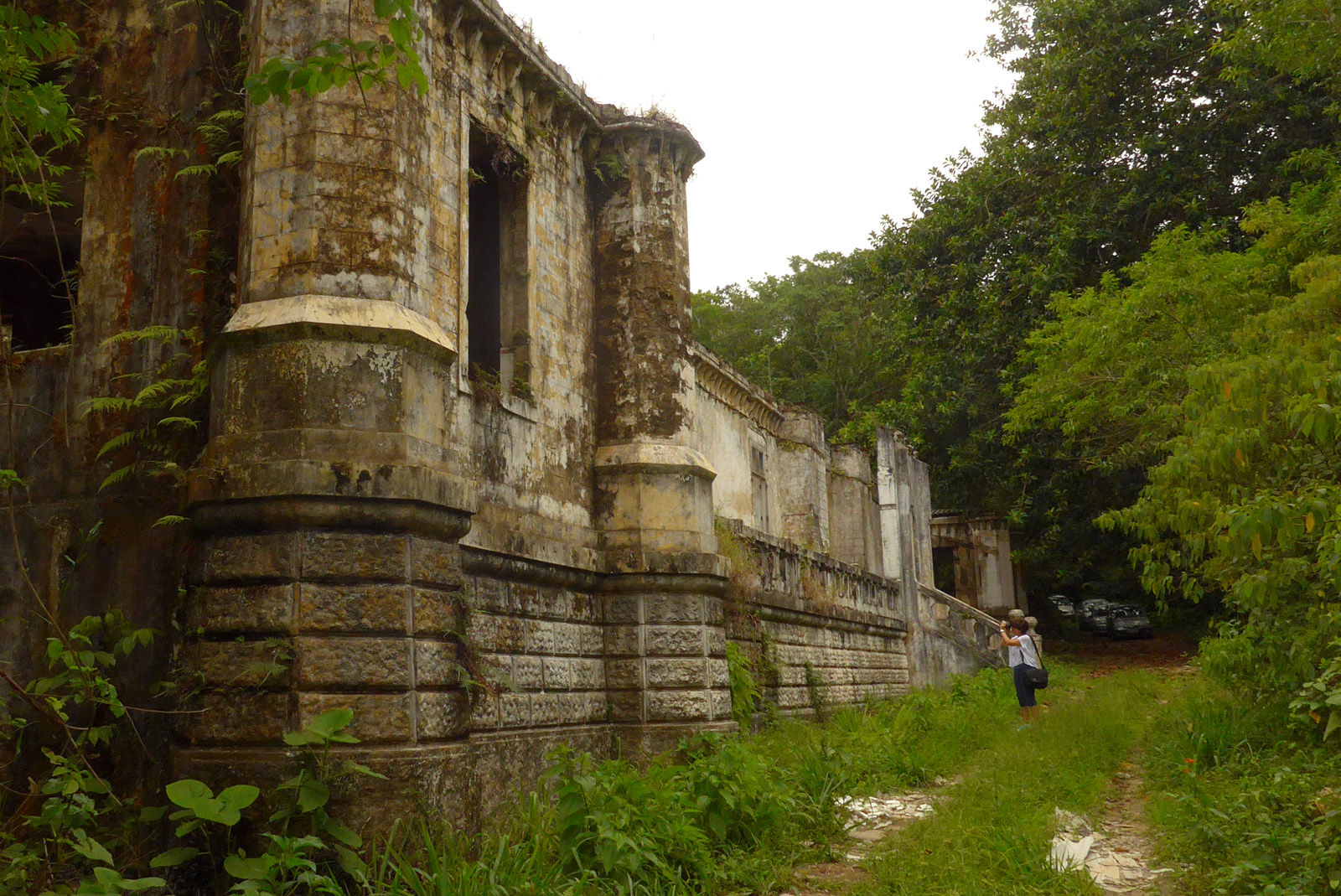
Forte de Jurubatuba, inaugurado em 1919.

Até a chegada dos portugueses, no século XVI, as terras do atual município eram habitadas pelos índios tupiniquins. A região foi uma das primeiras colonizadas pelos portugueses no Brasil, quando da chegada de Martim Afonso de Sousa no litoral de São Paulo em 1532. Martim Afonso fundou, naquele ano, a primeira vila brasileira, São Vicente, da qual o território que pertenceria a Praia Grande foi parte até 1967.
No século XVI, Praia Grande, que estava estrategicamente localizada entre São Vicente e Itanhaém, foi caminho do padre José de Anchieta, quando este viajava para Itanhaém. Nessa época, a região do município era conhecida como "Praia da Conceição".
No século XVII, na região em que hoje se situam os bairros do Boqueirão e do Canto do Forte, formou-se um núcleo populacional de caráter essencialmente agrícola e surgiram a partir dessa época vários sítios ao longo da atual orla de Praia Grande e no núcleo populacional anteriormente citado. Estes sítios produziam produtos agrícolas e artesanais, vendidos nas vilas de Santos e São Vicente. O transporte da produção era feito ou em canoas que percorriam o Rio Piaçabuçu até o Porto do Piaçabuçu, no atual bairro de Caieiras, ou saindo de São Vicente e chegando a um porto, hoje localizado na atual região do Portinho.
No início do século XX, com a abertura da Fortaleza de Itaipu (1902), da Estrada de Ferro Santos-Juquiá (1912) e, principalmente, da Ponte Pênsil (1914), investidores imobiliários começaram a se interessar pela faixa de 22,5 km de praias contínuas, que mais tarde seria a cidade de Praia Grande, e os sítios começaram a ceder lugar aos primeiros loteamentos. Nessa época, os banhos de mar em Praia Grande eram recomendados com fins terapêuticos, para tratar da saúde, por conta da concentração de iodo, mas, com o passar do tempo, o banho de mar com fins terapêuticos foi perdendo importância.

### Emancipação
O movimento pela emancipação política de Praia Grande se iniciou na década de 1950, devido à infraestrutura precária da região, com falta de saneamento básico, escolas, transporte, hospitais, abastecimento de água, luz e vias de acesso, mas houve resistência por parte de São Vicente. Em 1963, foi realizado um plebiscito sobre a emancipação de Praia Grande, no qual a grande maioria da população votou a favor da emancipação.
Em 19 de janeiro de 1967, Praia Grande se desmembrou de São Vicente, tornando-se um município, e o engenheiro Nicolau Paal foi nomeado interventor federal no município, com a instalação provisória da prefeitura no Ocian Praia Clube. A primeira eleição municipal em Praia Grande foi realizada em 15 de novembro de 1968, tendo como prefeito eleito Dorivaldo Loria Júnior.
Desde a década de 1960, Praia Grande recebia o turista de um dia, que vinha à praia para se divertir no mar. Não havia infraestrutura turística para atender o número de turistas. Vários ônibus chegavam e ficavam ao longo da praia. As famílias traziam o que comer e não se importavam com o lixo que produziam, sujando a areia, o mar, as ruas e as praças.
Depois da emancipação, a cidade acelerou levemente o ritmo de crescimento experimentado desde a década de 1950, ganhando maior qualidade em seus serviços públicos, dada a proximidade do poder municipal com a realidade da população local.[carece de fontes?] Na década de 1980, a cidade ganhou novo impulso para seu crescimento, com a inauguração da Ponte do Mar Pequeno (no trecho final da Rodovia dos Imigrantes), ligando a ilha de São Vicente à cidade, e resolvendo dois problemas de uma só vez: além de desafogar o trânsito na saturada Ponte Pênsil, a cidade ganhava uma ligação direta à capital, sem a necessidade de se passar pelas cidades de Santos e São Vicente, a fim de acessar a Via Anchieta, então a única opção para se chegar à capital. Assim, Praia Grande passou a ser o balneário mais próximo da capital.
No entanto, esta facilidade de acesso trouxe grandes inconvenientes, que viriam a ser solucionados a partir de 1993, quando a cidade iniciou uma verdadeira revolução: o sistema de transportes foi totalmente remodelado, mais de 90% das ruas foram pavimentadas, o esgoto iniciou uma expansão em coleta (que começou com 60% dos domicílios, com previsão de chegar a 100% até 2012), sendo tratado e arremessado a mais de 3 km da costa, a orla da praia e os principais pontos turísticos foram totalmente reurbanizados, proibiu-se a entrada de ônibus de excursões sem prévia licença da prefeitura, o sistema viário foi totalmente revisto e readequado (foi construída a Via Expressa Sul) e foi incentivado o turismo, o comércio e, principalmente, a construção civil, em intervenções que ocorreram até 2006.[carece de fontes?]

## Geografia

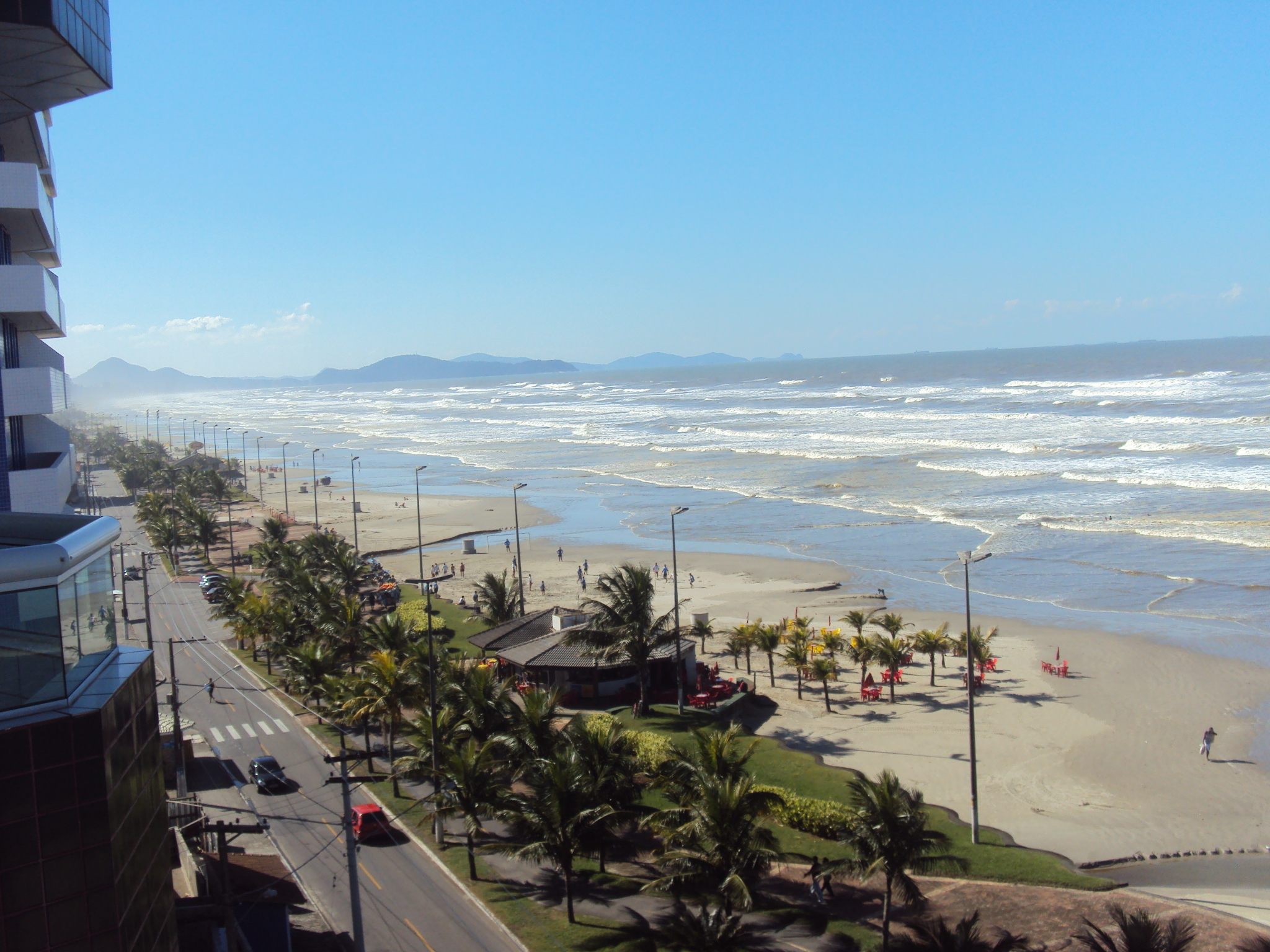
Praia do Caiçara.

Praia Grande faz divisa com os municípios de São Vicente (nordeste) e Mongaguá (oeste). Existem ainda limites marítimos com os municípios de Santos (Nordeste) e Guarujá (Leste), nas águas da Baía de Santos, que banha o extremo leste da cidade e se une ao Mar Pequeno através do Estreito do Morro dos Barbosas, onde fica a Ponte Pênsil.[carece de fontes?]
O Rio Piaçabuçu, que nasce no centro geográfico da cidade (e serve de divisa com o município de São Vicente) desemboca no Mar Pequeno, transformando toda a Zona Leste de Praia Grande em uma península. O norte, noroeste e parte do oeste da cidade é serrano, onde a altura aumenta em direção ao norte, onde fica o planalto da capital. O restante da cidade é planície litorânea.[carece de fontes?]
Praia Grande forma, junto com os municípios de Bertioga, Cubatão, Guarujá, Itanhaém, Mongaguá, Peruíbe, Santos e São Vicente, a Região Metropolitana da Baixada Santista, criada pela Lei Complementar 815, de 30 de junho de 1996, tornando-se, assim, a primeira Região Metropolitana brasileira criada sem status de capital estadual. A região possui 1 765 927 habitantes, conforme atualização do Censo do Instituto Brasileiro de Geografia e Estatística divulgado em 2013.

### Praias
Com 22,5 quilômetros de extensão, a costa de Praia Grande é dividida em 12 praias: Forte, Canto do Forte, Boqueirão, Guilhermina, Aviação, Tupi, Ocian, Vila Mirim, Vila Caiçara, Jardim Real, Balneário Florida e Solemar, sendo o centro da cidade no Boqueirão. Seu interior contém alguns mangues.
| Praia             | Extensão da orla | Início                           | Fim                          |
| ----------------- | ---------------- | -------------------------------- | ---------------------------- |
| Canto do Forte    | 1 km             | Base militar Fortaleza de Itaipu | Avenida Paris                |
| Boqueirão         | 670 m            | Avenida Paris                    | Avenida São Paulo            |
| Guilhermina       | 1,7 km           | Avenida São Paulo                | Rua Alberto Santos Dumont    |
| Aviação           | 1,85 km          | Rua Alberto Santos Dumont        | Rua Caribas                  |
| Tupi              | 1,55 km          | Rua Caribas                      | Avenida Osasco               |
| Ocian             | 1,7 km           | Avenida Osasco                   | Avenida dos Sindicatos       |
| Mirim             | 1,56 km          | Avenida dos Sindicatos           | Rua Manoel F. Oliveira       |
| Maracanã          | 1,8 km           | Rua Manoel F. Oliveira           | Rua Santa Rita de Cássia     |
| Caiçara           | 3,25 km          | Rua Santa Rita de Cássia         | Rua Visconde de Cairu        |
| Real              | 2,76 km          | Rua Visconde de Cairu            | Rua dos Alecrins             |
| Balneário Flórida | 2,28 km          | Rua dos Alecrins                 | Rua Benedito Lacerda         |
| Solemar           | 2,5 km           | Rua Benedito Lacerda             | Divisa Praia Grande/Mongaguá |

### Clima
O clima de Praia Grande é tropical úmido, sem meses secos, com verões quentes e invernos brandos, sendo o mês mais quente janeiro, com uma média de 25 graus Celsius e o mais frio é julho, com uma média de 19 graus Celsius.[carece de fontes?]
| Dados climatológicos para Praia Grande | Dados climatológicos para Praia Grande | Dados climatológicos para Praia Grande | Dados climatológicos para Praia Grande | Dados climatológicos para Praia Grande | Dados climatológicos para Praia Grande | Dados climatológicos para Praia Grande | Dados climatológicos para Praia Grande | Dados climatológicos para Praia Grande | Dados climatológicos para Praia Grande | Dados climatológicos para Praia Grande | Dados climatológicos para Praia Grande | Dados climatológicos para Praia Grande | Dados climatológicos para Praia Grande |
| Mês                                    | Jan                                    | Fev                                    | Mar                                    | Abr                                    | Mai                                    | Jun                                    | Jul                                    | Ago                                    | Set                                    | Out                                    | Nov                                    | Dez                                    | Ano                                    |
| -------------------------------------- | -------------------------------------- | -------------------------------------- | -------------------------------------- | -------------------------------------- | -------------------------------------- | -------------------------------------- | -------------------------------------- | -------------------------------------- | -------------------------------------- | -------------------------------------- | -------------------------------------- | -------------------------------------- | -------------------------------------- |
| Temperatura máxima média (°C)          | 28,2                                   | 28,8                                   | 28,2                                   | 26,3                                   | 24,7                                   | 23,2                                   | 22,6                                   | 22,6                                   | 23,6                                   | 24,9                                   | 26,1                                   | 27,1                                   | 25,5                                   |
| Temperatura média (°C)                 | 25,1                                   | 25,3                                   | 24,5                                   | 22,4                                   | 20,5                                   | 19,1                                   | 18,7                                   | 19,4                                   | 20,3                                   | 21,7                                   | 22,8                                   | 23,6                                   | 22                                     |
| Temperatura mínima média (°C)          | 22,1                                   | 21,9                                   | 20,8                                   | 18,6                                   | 16,3                                   | 15                                     | 14,9                                   | 16,3                                   | 17,1                                   | 18,5                                   | 19,6                                   | 20,2                                   | 18,4                                   |
| Precipitação (mm)                      | 337                                    | 318                                    | 322                                    | 237                                    | 162                                    | 109                                    | 105                                    | 98                                     | 152                                    | 235                                    | 224                                    | 292                                    | 2 591                                  |
| Fonte: Climate-Data.org                |                                        |                                        |                                        |                                        |                                        |                                        |                                        |                                        |                                        |                                        |                                        |                                        |                                        |

| Dados climatológicos para Praia Grande (Solemar) | Dados climatológicos para Praia Grande (Solemar) | Dados climatológicos para Praia Grande (Solemar) | Dados climatológicos para Praia Grande (Solemar) | Dados climatológicos para Praia Grande (Solemar) | Dados climatológicos para Praia Grande (Solemar) | Dados climatológicos para Praia Grande (Solemar) | Dados climatológicos para Praia Grande (Solemar) | Dados climatológicos para Praia Grande (Solemar) | Dados climatológicos para Praia Grande (Solemar) | Dados climatológicos para Praia Grande (Solemar) | Dados climatológicos para Praia Grande (Solemar) | Dados climatológicos para Praia Grande (Solemar) | Dados climatológicos para Praia Grande (Solemar) |
| Mês                                              | Jan                                              | Fev                                              | Mar                                              | Abr                                              | Mai                                              | Jun                                              | Jul                                              | Ago                                              | Set                                              | Out                                              | Nov                                              | Dez                                              | Ano                                              |
| ------------------------------------------------ | ------------------------------------------------ | ------------------------------------------------ | ------------------------------------------------ | ------------------------------------------------ | ------------------------------------------------ | ------------------------------------------------ | ------------------------------------------------ | ------------------------------------------------ | ------------------------------------------------ | ------------------------------------------------ | ------------------------------------------------ | ------------------------------------------------ | ------------------------------------------------ |
| Temperatura máxima média (°C)                    | 29,1                                             | 29,6                                             | 29,1                                             | 27,3                                             | 25,4                                             | 24                                               | 23,1                                             | 23,3                                             | 24,2                                             | 25,4                                             | 26,8                                             | 28,3                                             | 26,3                                             |
| Temperatura média (°C)                           | 25,7                                             | 25,9                                             | 25,2                                             | 23,3                                             | 21,1                                             | 19,7                                             | 19                                               | 19,8                                             | 20,7                                             | 22                                               | 23,3                                             | 24,6                                             | 22,5                                             |
| Temperatura mínima média (°C)                    | 22,4                                             | 22,3                                             | 21,4                                             | 19,3                                             | 16,9                                             | 15,5                                             | 15                                               | 16,4                                             | 17,3                                             | 18,6                                             | 19,8                                             | 20,9                                             | 18,8                                             |
| Precipitação (mm)                                | 372                                              | 297                                              | 336                                              | 248                                              | 145                                              | 106                                              | 109                                              | 75                                               | 147                                              | 235                                              | 219                                              | 313                                              | 2 602                                            |
| Fonte: Climate-Data.org                          |                                                  |                                                  |                                                  |                                                  |                                                  |                                                  |                                                  |                                                  |                                                  |                                                  |                                                  |                                                  |                                                  |

## Demografia

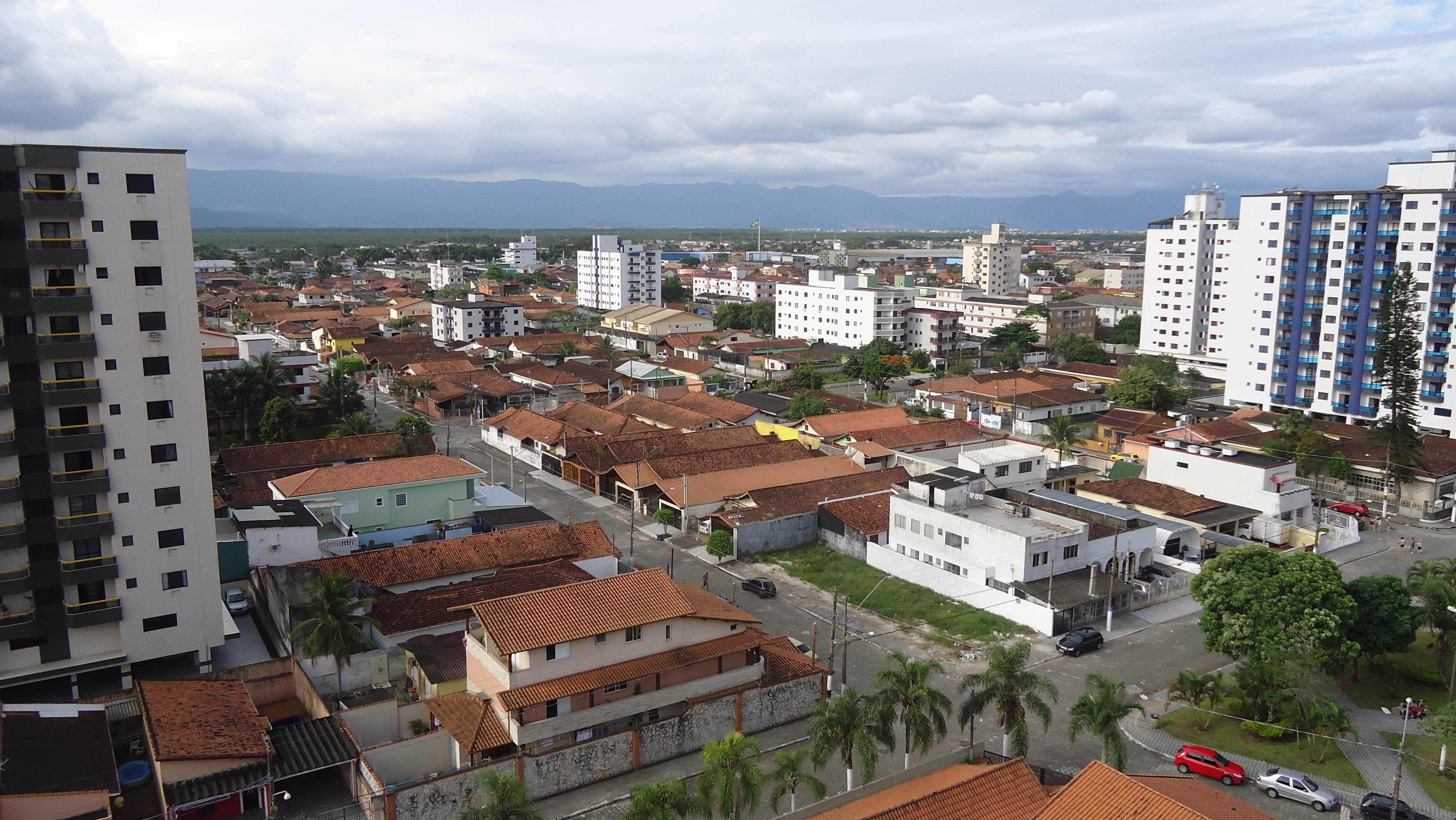
Bairro Vila Guilhermina

Até o início da década de 1990, a maior parte dos habitantes de Praia Grande morava junto à praia, concentrada principalmente na região compreendida entre a praia do Boqueirão, onde está localizado o centro da cidade, e a praia do Ocian. No entanto, a partir do meio dos anos 1990, o boom da construção civil, ocorrido graças a uma série de obras de infraestrutura, paisagismo e urbanização, que até então eram demasiadamente precários, acabou atraindo milhares de famílias para o município, em busca dos empregos oferecidos pelas empreiteiras e construtoras, causando um imenso inchaço populacional na região compreendida entre a atual Via Expressa Sul, a Rodovia Padre Manoel da Nóbrega e a Serra do Mar, criando bairros periféricos, como Jardim Quietude, Ribeirópolis, Jardim Samambaia, entre outros. Hoje, já estão todos em via de urbanização, com escolas, creches, transporte público e pavimentação em grande parte de suas ruas, além de futuros investimentos de porte feitos pela prefeitura nesses locais, como os 16 milhões de reais que serão investidos no bairro periférico Glória, em sua completa reurbanização.[carece de fontes?]
Em 2024, o Instituto Brasileiro de Geografia e Estatística estimou a população de Praia Grande em 365 577 habitantes.
Evolução demográfica da cidade de Praia Grande

### Dados populacionais - censo 2010
Fonte: IBGE
- População total: 262.051 hab.

     • Urbana: 262.051 (100%)
     • Homens: 125.926 (48,05%)
     • Mulheres: 136.125 (51,95%)
- Densidade demográfica (hab./km²): 1.740,66 hab/km²
- Mortalidade infantil até 1 ano: 15,7‰
- Taxa de alfabetização (população de 15 anos ou mais de idade): 95,8%
- Índice de Desenvolvimento Humano (IDH-M): 0,754
- Expectativa de vida: 75,0 anos
- Taxa de fecundidade (filhos por mulher): 2,0

### Etnias
| Cor/Raça | População        |
| -------- | ---------------- |
| Branca   | 149 617 (57,09%) |
| Parda    | 94 571 (36,09%)  |
| Negra    | 15 407 (5,88%)   |
| Amarela  | 2 063 (0,79%)    |
| Indigena | 393 (0,15%)      |
| Total    | 262 051 (100%)   |

Fonte: IBGE – Censo 2010

### Religião
O Cristianismo se faz presente na cidade da seguinte forma:a Igreja Católica faz parte da Diocese de Santos. Entre as igrejas protestantes históricas, pentecostais e neopentecostais, encontram-se na cidade: Assembleia de Deus Ministério do Belém, e Congregação Cristã no Brasil. Segundo o censo brasileiro de 2022, a composição religiosa da cidade era de 46,37% católicos, 26,69% evangélicos ou protestantes, 4,21% espíritas, 3,16% umbandistas ou candomblecistas, 0,05% religião tradicional, 6,66% outras religiões, 12,8% irreligiosos, 0,02% desconhecidos e 0,04% não declarados.

## Política e administração

### Poder executivo
Interventor Federal
Nicolau Paal (1967-1968)
Interventor Estadual
Paulo de Souza Sandoval (1968-1969)
Prefeitos eleitos
- Dorivaldo Loria Júnior (1969-1972);
- Leopoldo Estásio Vanderlinde (1973-1976);
- Dorivaldo Loria Júnior (1977-1982);
- Wilson Guedes (1983-1988);
- Dorivaldo Loria Júnior (1989-1992);
- Alberto Pereira Mourão (1993-1996);
- Ricardo Akinobu Yamauti (1997-2000);
- Alberto Pereira Mourão (2001-2004);
- Alberto Pereira Mourão (2005-2008);
- Roberto Francisco dos Santos (2009-2012);
- Alberto Pereira Mourão (2013-2016);
- Alberto Pereira Mourão (2017-2020)
- Raquel Chini (2021-2024)

Eleições de 2008
O resultado da eleição municipal de 2008 foi discutido na justiça por conta de suspeitas de compras de votos. Após um coordenador da campanha da eleição de Roberto Francisco dos Santos ter admitido participação em um esquema de compra de votos, a 317ª Zona Eleitoral de Praia Grande chegou a decidir, em primeira instância, pela cassação do mandato de Santos em 21 de outubro de 2009, mas o então prefeito conseguiu liminar para se manter no cargo até o julgamento final. Em abril de 2010, o TRE de São Paulo julgou improcedentes as acusações de compra de voto contra o prefeito, decidindo que as provas contidas nos autos não possuíam credibilidade.

### Poder legislativo
A câmara municipal de Praia Grande tem 21 parlamentares.

### Subdivisões

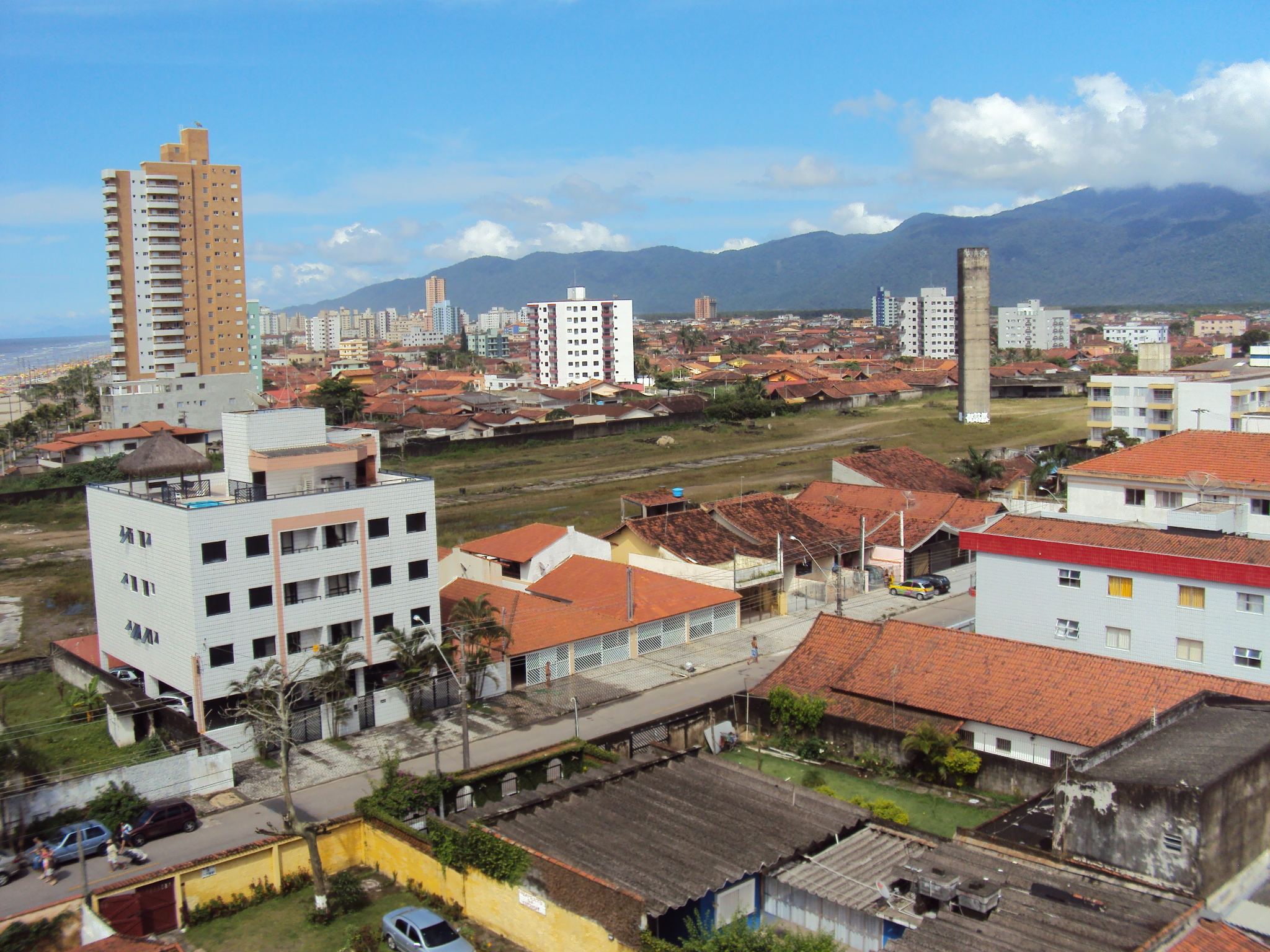
Vista da Vila Caiçara.

Praia Grande é dividida em 2 distritos: o distrito de Praia Grande (sede) e o distrito de Solemar, próximo à divisa com Mongaguá. Os bairros podem ser caracterizados entre "bairros litorâneos", que ficam localizados entre a rodovia (Via Expressa Sul e Rodovia Padre Manoel da Nóbrega) e a praia, e "bairros periféricos", localizados na terceira zona residencial entre a rodovia e os morros ou o Rio Piaçabuçu, e a chamada "Região Serrana de Samaná". Desde 1992, com a criação do Projeto Rumo, cada bairro passou a ser identificado com uma cor diferente, inserida em todas as identificações públicas relativas a cada bairro.[carece de fontes?]
Além disso, alguns bairros são subdivididos em regiões menores denominadas Praças Administrativas, que antigamente tornava endereços mais específicos, auxiliando o serviço dos correios, mas que, atualmente, servem apenas para agrupar lugares que possuem características comuns, para a administração municipal trabalhar em alguma necessidade específica.[carece de fontes?]

## Economia

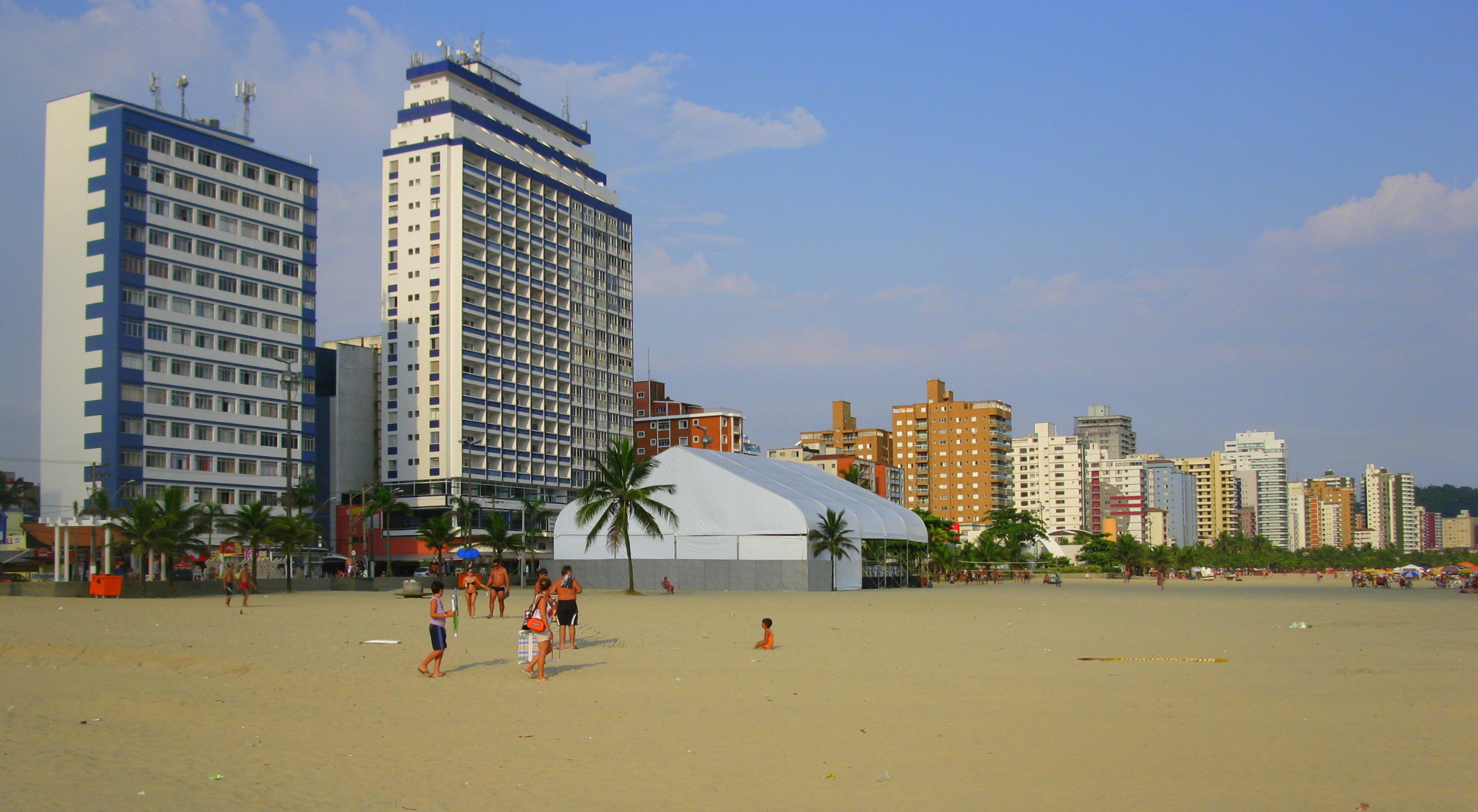
Edifícios residenciais na Praia do Boqueirão.

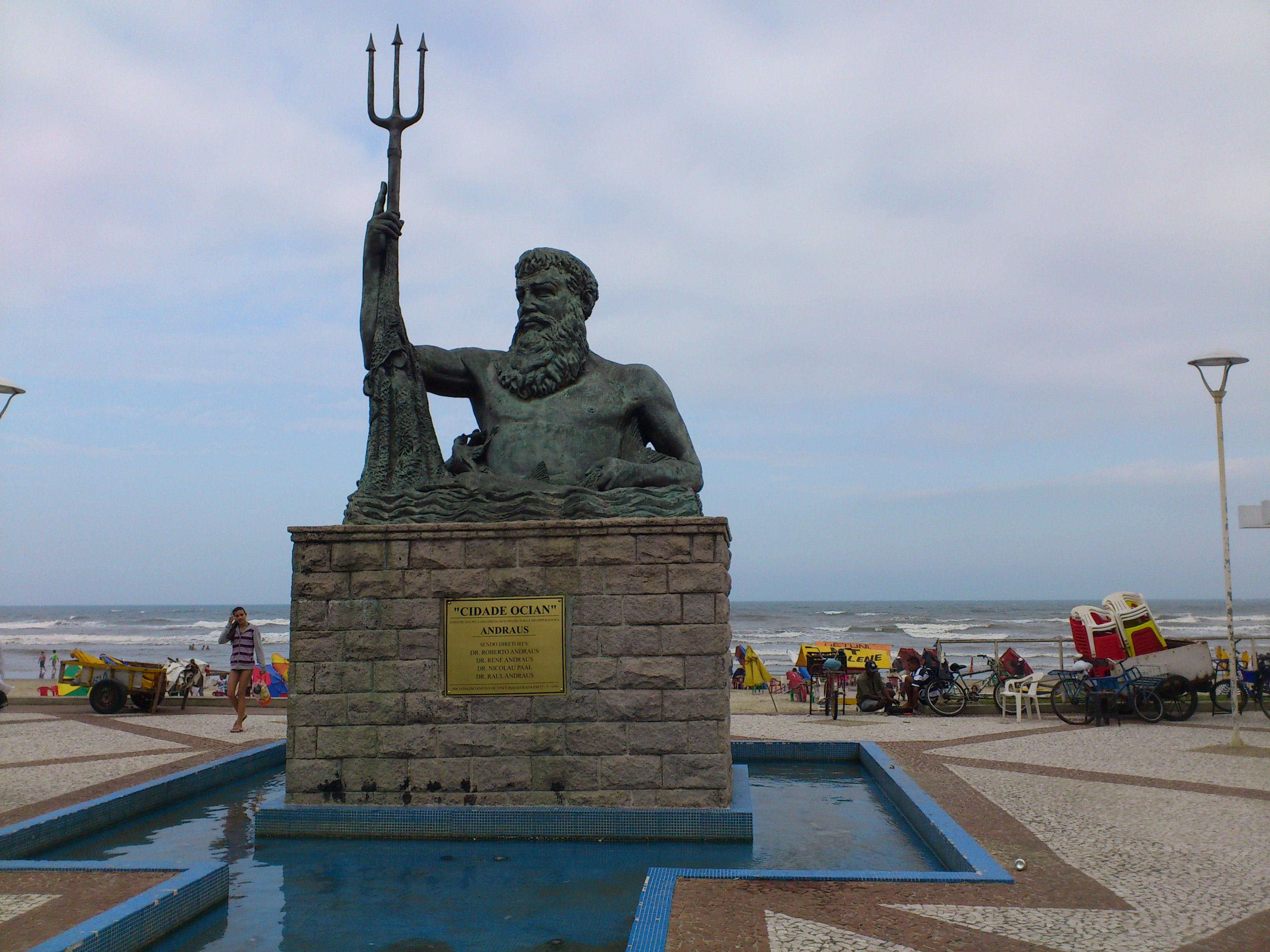
Estátua de Netuno em Cidade Ocian.

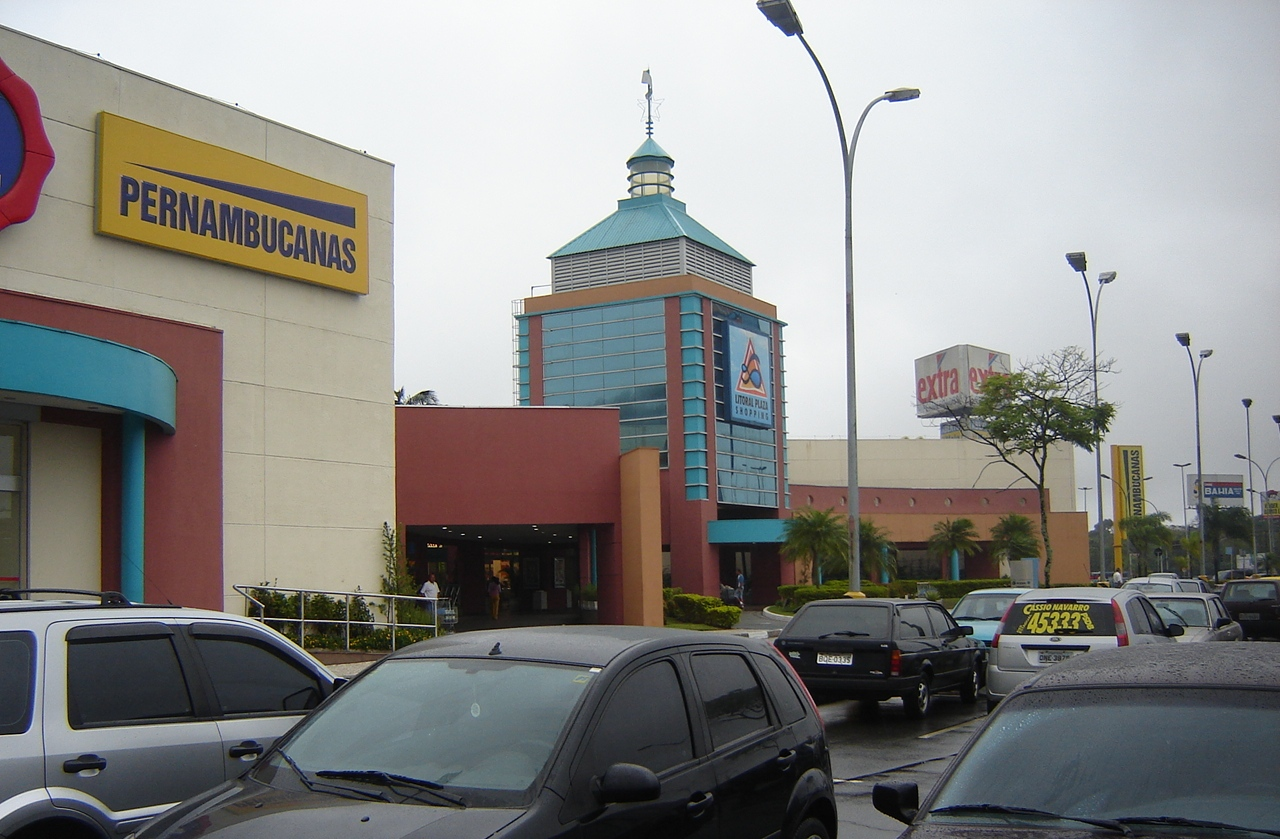
Litoral Plaza Shopping.

A economia da cidade está baseada na prestação de serviços, comércio e turismo. Na prestação de serviços a cidade lidera na Baixada Santista em número de formalizações de Microempreendedores Individuais (MEI) e está entre as com melhor desempenho do Estado. Se destacam laboratórios, profissionais liberais, serviços estéticos, empreiteiras e autônomos.
No comércio, se destacam vias como as avenidas Presidente Kennedy, Presidente Costa e Silva, Marechal Mallet, Vicente de Carvalho, Ayrton Senna da Silva, Avenida dos Trabalhadores, Presidente Castelo Branco e Milton Daniels, além das marginais da Via Expressa Sul (Avs. Ministro Marcos Freire e Roberto de Almeida Vinhas.
No turismo as praias são obviamente o principal destino, mas a cidade conta com diversas opções de biomas (rios, mangues, cachoeiras e região serrana), uma vasta história militar (Fortaleza de Itaipu, Aeroclube de Praia Grande, ruínas de bombardeios sofridos na revolução de 32), a maior concentração de colônia de férias da América Latina (Avenida dos Sindicatos, com 10.000 leitos distribuídos em 55 colônias) e atrações artísticas e culturais (Palácio das Artes).
Diferentemente de grande parte dos municípios brasileiros, Praia Grande não possui um bairro denominado "Centro", mas sim quatro centros comerciais, explicado em parte por sua extensa área urbana: Boqueirão (em conjunto com Forte, Intermares, Tude Bastos e Guilhermina, é o maior, mais completo e serve de motor econômico do município); Cidade Ocian (segundo maior centro, é o que mais cresce e desde a entrega da obra de ampliação do viaduto 6 da Via Expressa Sul em 2011, está em processo de fusão com o centro do Quietude); Vila Caiçara (concentra comércios e serviços da Zona Sul da cidade) e Quietude (localizado na periferia, é formado na sua maior parte por comércio popular, prestação de serviços e MEI's.
As atividades industriais, ainda tímidas, estão começando a ser exploradas com a implantação do Complexo Empresarial Andaraguá. O complexo é um condomínio industrial construído nas margens da Rodovia Padre Manoel da Nóbrega que vai contar com 212 galpões, linha férrea e pista para aviões de carga. As obras de instalação começaram em novembro de 2017, com previsão de dois anos para início das operações e dez para conclusão total. O Complexo Andaraguá irá complementar as atividades do Polo Industrial de Cubatão e do Porto de Santos, gerando mais de 15.000 vagas de trabalho e recebendo indústrias voltadas à área de tecnologia, químicas e bioquímicas, farmacêuticas e de automóveis.

## Infraestrutura

### Transportes
Praia Grande conta com dois terminais urbanorrodoviários, localizados nos bairros Tude Bastos (Terminal Rodoviário Tude Bastos) e Mirim (Terminal Rodoviário e Urbano Francisco Gomes da Silva 'Tatico'), de onde partem ônibus para as principais cidades do Brasil e até para o exterior (Paraguai, Uruguai e Argentina). A empresa concessionária do transporte público municipal em Praia Grande é a Viação Piracicabana. A rede municipal conta com 17 linhas, dentre as quais uma turística, que opera somente aos sábados, domingos e feriados (durante a temporada de verão, sua operação é contínua) e duas noturnas, que atendem diariamente cerca de 120 mil pessoas. Além disso, cada linha de ônibus, assim como os bairros, é identificada por uma cor.

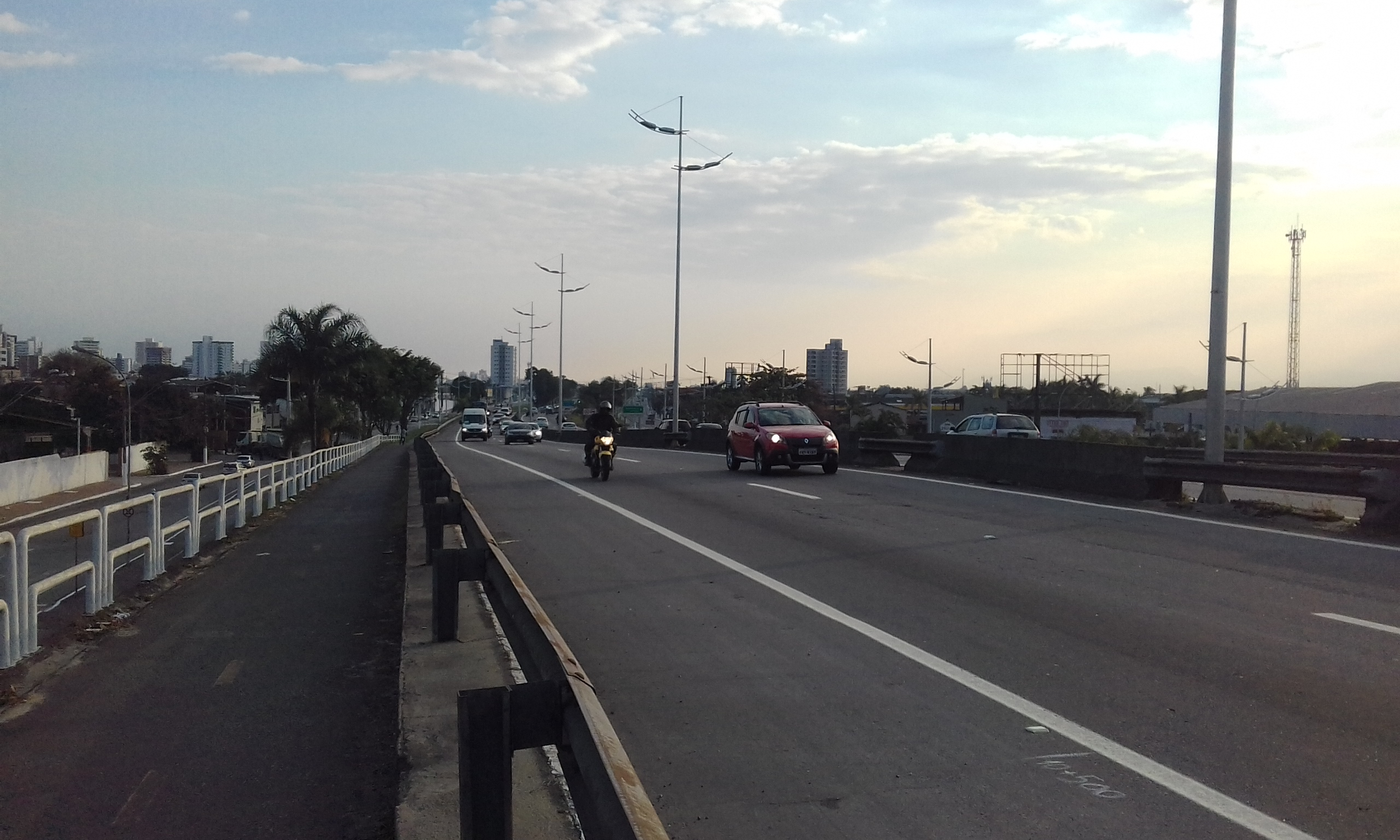
Final da Via Expressa Sul (km 10), na ligação com a Av. Ayrton Senna da Silva.

Através do Projeto Integração, cuja implantação começou em 1996 e que foi finalizado em 2004, as linhas intermunicipais metropolitanas não mais cruzam o município, com exceção daquelas cujo ponto final se encontram no bairro Samambaia, devido ao excesso de demanda naquela região, e no bairro Solemar, por atender também moradores do município vizinho Mongaguá, além da linha com destino a Peruíbe. Todas as demais desembocam nos terminais, onde, a partir de então, os usuários passam para o sistema municipal e vice-versa, pagando apenas a diferença de tarifa, quando houver. A cidade também foi pioneira na implantação da cobrança eletrônica de tarifa, através de cartões e bilhetes magnéticos além de ônibus adaptados aos portadores de deficiência física, ocorrida em 1998.
Os principais acessos para se chegar até Praia Grande são o Sistema Anchieta-Imigrantes (SP-150 e SP-160) e a Rodovia Padre Manuel da Nóbrega (SP-55), que, por ser o trecho estadual da Rodovia BR-101, liga a cidade às regiões Sul (via Rodovia Régis Bittencourt) e demais estados da Região Sudeste do Brasil, principalmente com o Rio de Janeiro.
O município de Praia Grande também é cortado por uma ferrovia, a Linha Santos-Juquiá da antiga Estrada de Ferro Sorocabana que além ligar o município às cidades de Santos, São Vicente e Juquiá, estabelece uma ligação deste com outras cidades do litoral sul do estado como Itanhaém, Mongaguá e Peruíbe, através das estações Bandeirantes, Pedro Taques, Vila Balneária, Balneário Flórida e Solemar. O transporte de passageiros na linha férrea cessou em 1997, embora esta apresentasse grande demanda de usuários nos trens de média distância. Desde 2003, a linha também está desativada para cargas. Atualmente, as autoridades locais pretendem reativá-la para a implantação de trens turísticos.
A Via Expressa Sul, obra realizada pela prefeitura do município, tem mais de dez quilômetros de vias expressas, com limite de velocidade de 80 km/h, sem nenhuma interrupção, além de passagens subterrâneas para veículos e pedestres. A via também é cercada por mais de 60 quilômetros de ciclovias, sinalizadas e ladeadas por um extenso jardim. O investimento na pista chegou a noventa milhões de reais, dos quais 75 milhões foram provenientes de recursos próprios da prefeitura. É considerada um modelo de urbanização e desenvolvimento rodoviário para todo o país. A Via Expressa Sul liga o bairro do Boqueirão, na entrada da cidade, até a Vila Mirim, possibilitando rápido e seguro acesso a moradores e turistas que queiram se deslocar até a parte sul da cidade, ou até mesmo aos municípios do litoral sul do estado (Mongaguá, Itanhaém etc.)

### Comunicações
O sistema de telefones automáticos foi inaugurado na cidade em 1965 pela Cia. Telefônica do Litoral Paulista. Já o sistema de discagem direta à distância (DDD) foi implantado em 1979 pela Telecomunicações de São Paulo (TELESP) com o código de área (0132).
Na década de 90 o código DDD da cidade foi alterado para (013), para padronização do sistema telefônico com a telefonia celular que estava sendo implantada em todo o estado.

### Educação
Praia Grande possuía, em 2008, 137 unidades de ensino, sendo 62 escolas municipais, 24 escolas estaduais e 51 escolas particulares.
 Nas unidades municipais, é desenvolvido o programa SuperEscola, onde os alunos têm os horários fora do período escolar preenchidos com atividades esportivas e culturais, como ginástica artística, natação, navegação, surfe, atletismo, teatro, música, dança, entre outras. As unidades estaduais participam do Programa Escola da Família, que disponibiliza a estrutura da escola nos fins de semana para a comunidade, desenvolvendo diversas atividades também.[carece de fontes?] Todos os anos, no mês de setembro, acontecem os jogos escolares, onde todas as escolas competem entre si em diversas modalidades, com direito a premiação e medalhas.[carece de fontes?]

## Cultura e lazer

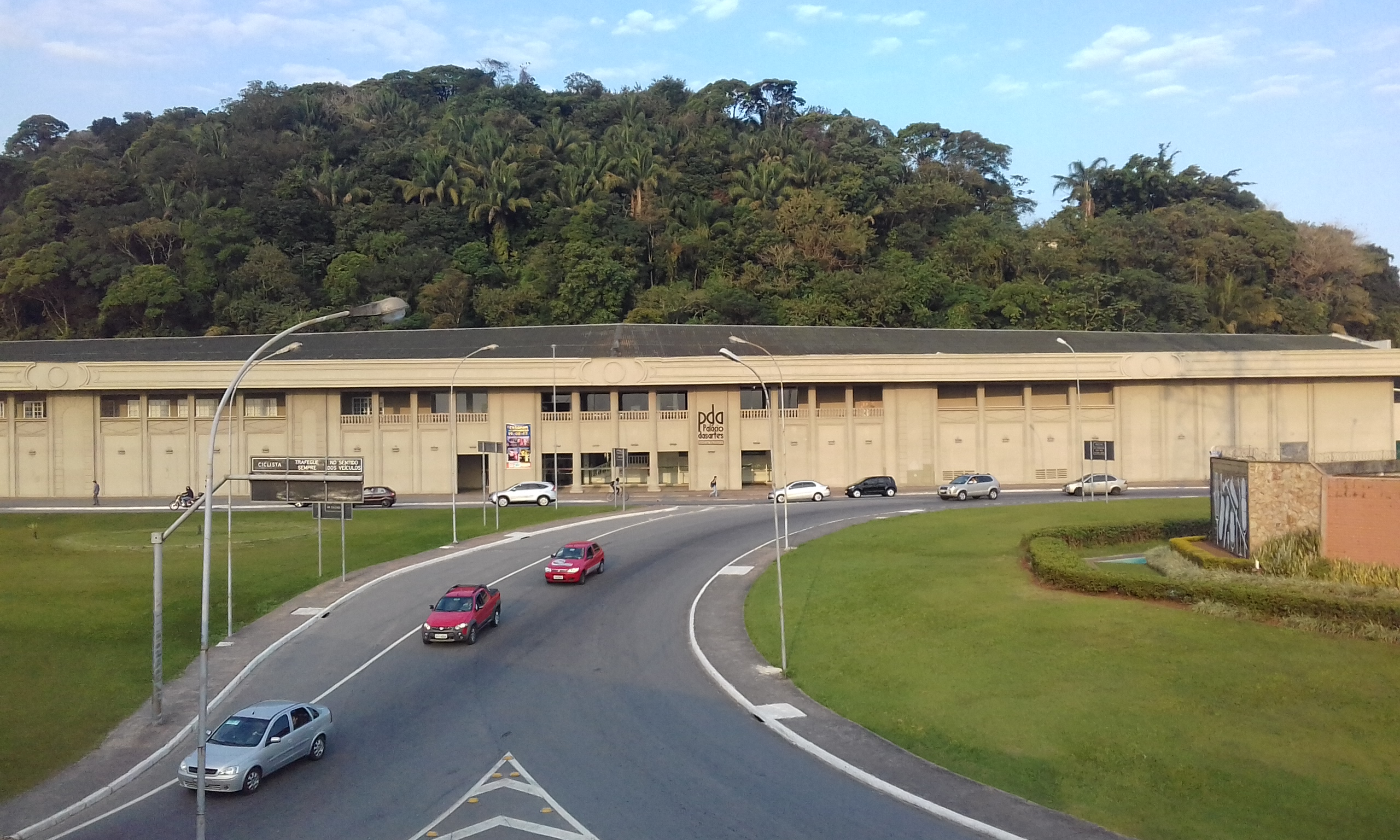
Fachada do Palácio das Artes, em Praia Grande.

A cidade de Praia Grande conta desde setembro de 2008 com o Palácio das Artes, onde se localizam o Teatro Municipal Serafim Gonzalez, o Museu da Cidade, o Foyer Graziela Diaz Sterque, a Galeria de Artes Nilton Zanotti, um auditório e a sede da Secretaria da Cultura do município, onde há aulas de musicalização, teatro, violão, percussão e canto. Todos os anos é realizado dentro da programação especial de fim de ano o Coral de Natal na sacada do Palácio das Artes.
O município também foi cenário para diversas produções artísticas. Algumas cenas do filme Amanhã Nunca Mais foram rodadas na Cidade Ocian, com a participação de atores como Lázaro Ramos e Fernanda Machado.
Outra a usar a cidade como locação foi a banda Tihuana. O clipe da música "Minha Rainha" foi rodado na praia bairro da Vila Caiçara.
No dia 23 de setembro de 2018 aconteceu a 1ª Parada do Orgulho LGBT de Praia Grande, organizada pela ONG APOLGBT/PG. O evento ocorreu nas ruas do bairro Sítio do Campo, terminando dentro do Kartodrómo Municipal, com shows, eventos socio-culturais e programações artísticas. As apresentações aconteceram por mais de dez horas, tornando-se a "Maior Parada LGBT do Litoral de SP", com estimativa de 70 mil pessoas presentes.

### Esportes
Em anúncio feito em 27 de janeiro de 2012, a cidade de Praia Grande foi escolhida pelo Comitê Organizador dos Jogos Olímpicos e Paraolímpicos Rio 2016 para receber delegações internacionais na fase de treinamentos que antecede ao evento. Foram escolhidos os Ginásios Falcão, Magic Paula e Rodrigão.
No início de 2013 foi anunciado o lançamento do Projeto Neymar Jr., que pretende transformar o campo do Grêmio em um complexo esportivo.